# Leonurus
Leonurus là một chi thực vật có hoa trong họ Hoa môi (Lamiaceae).

## Hình ảnh

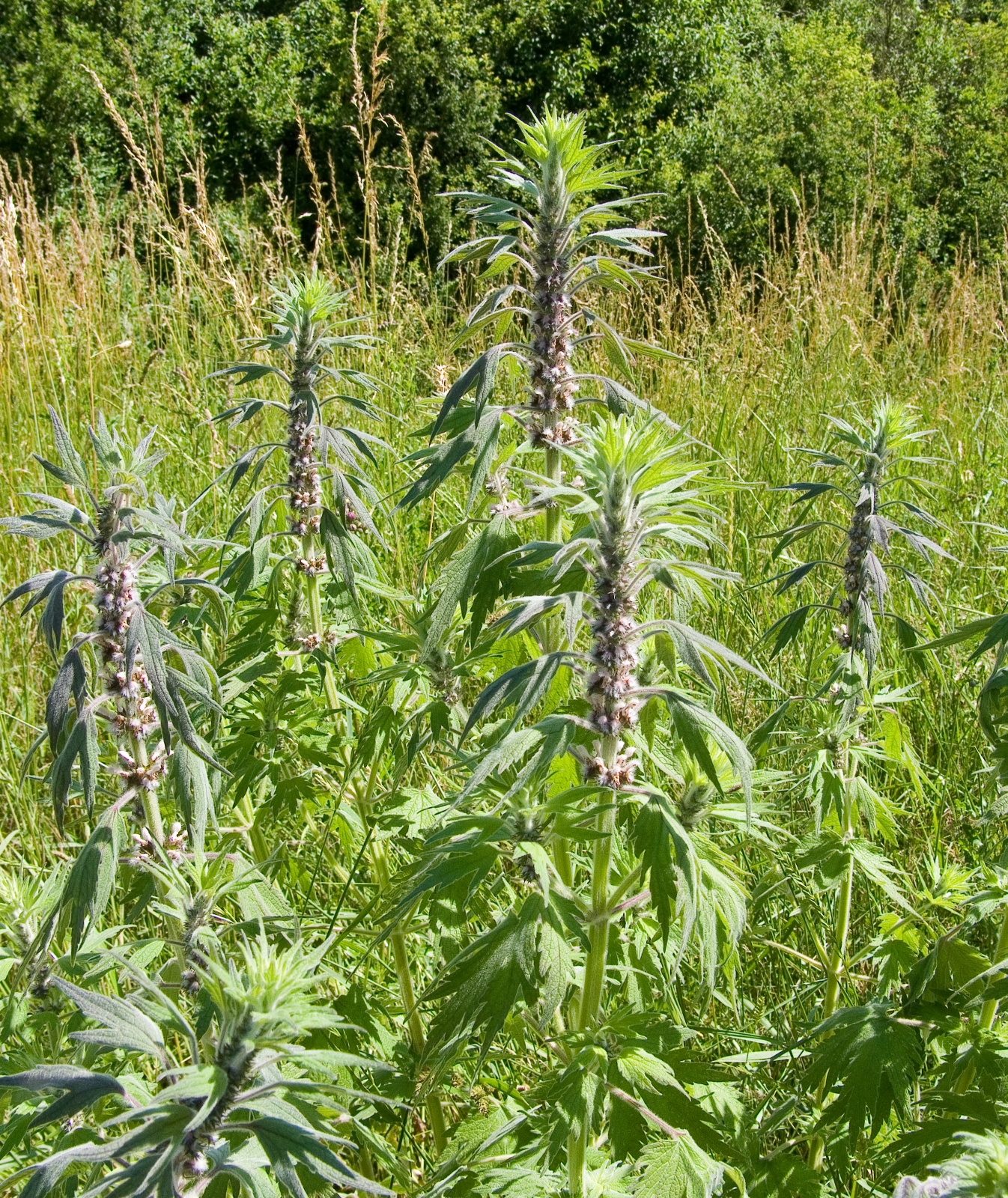
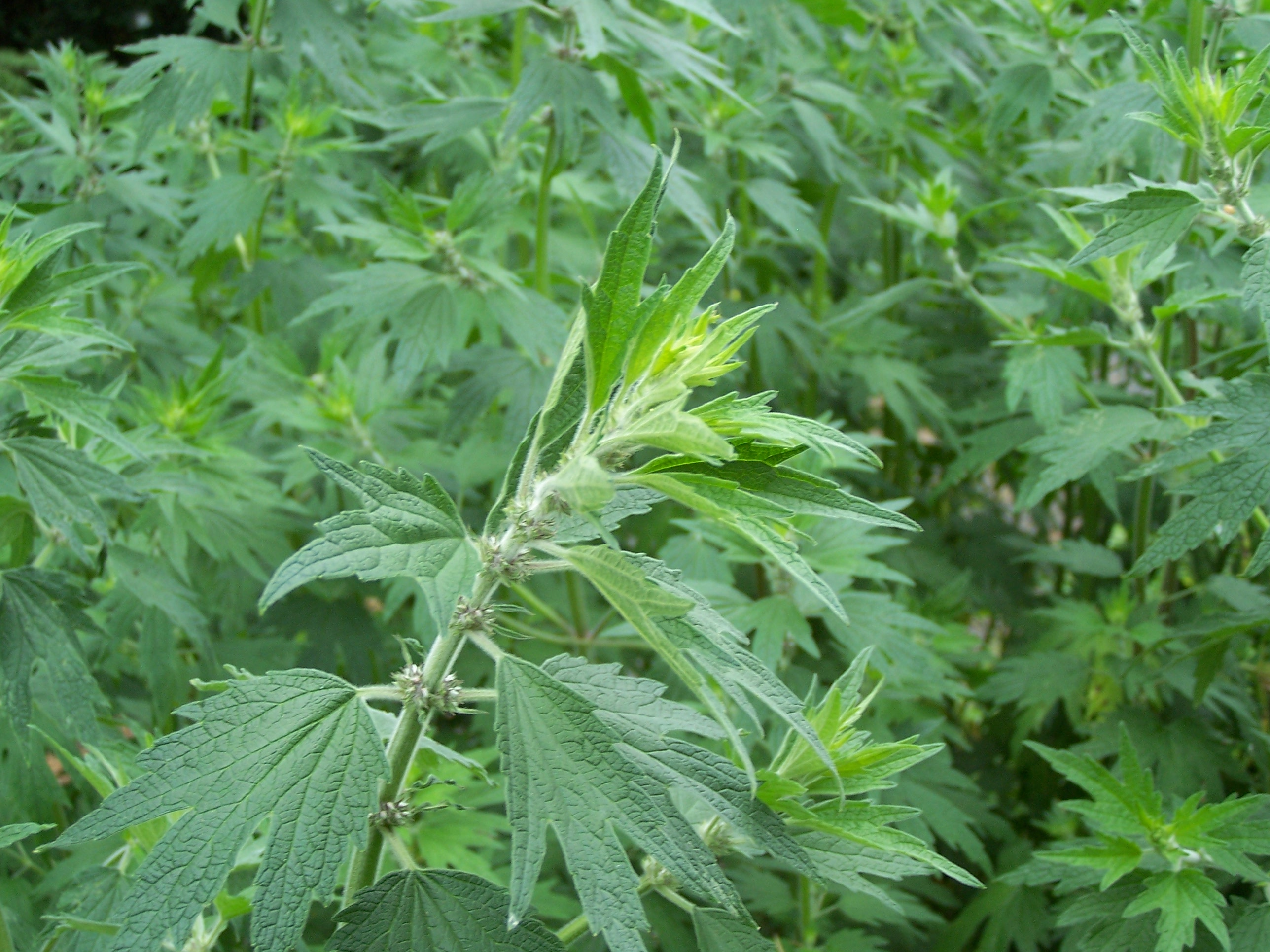
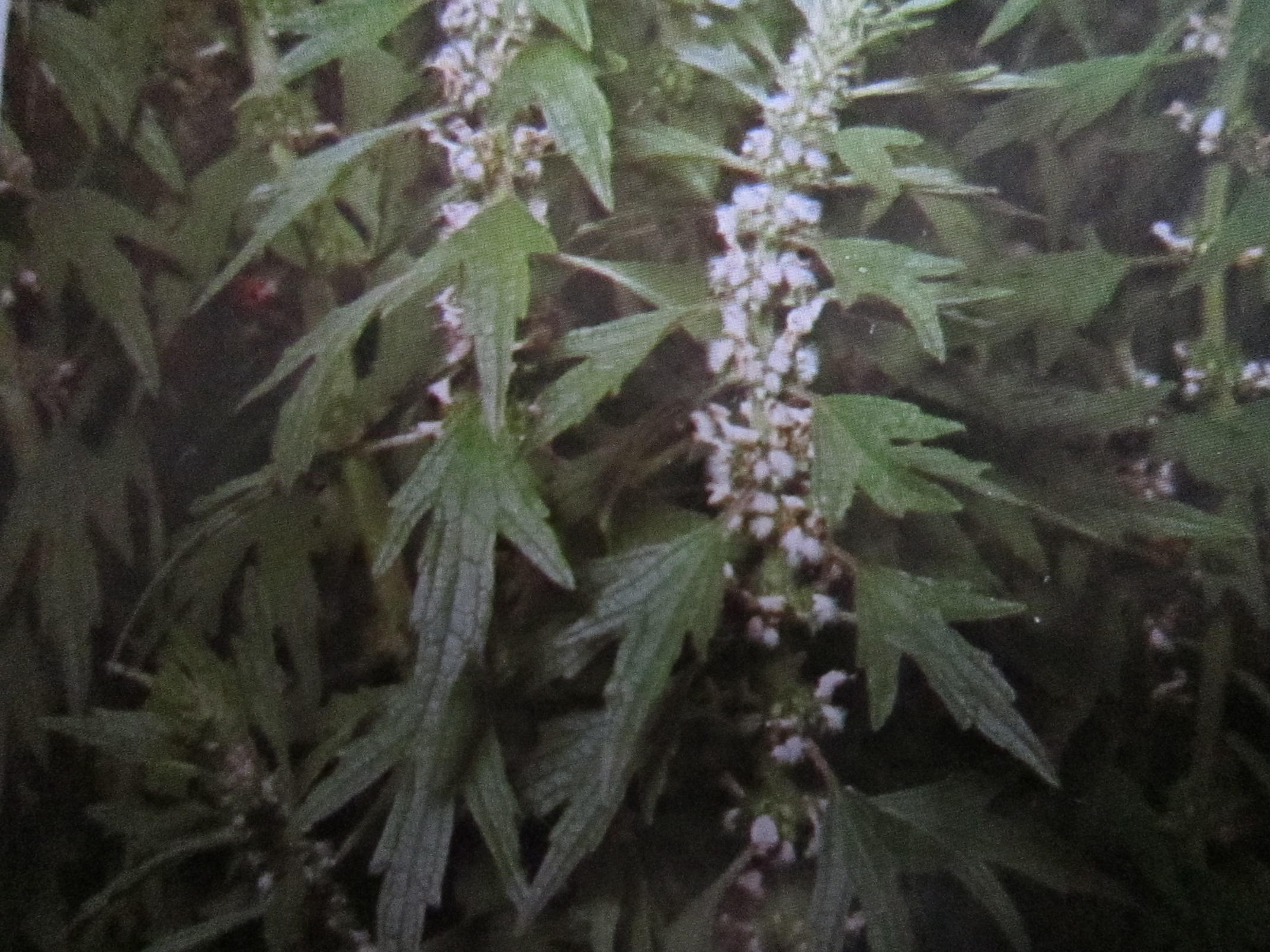
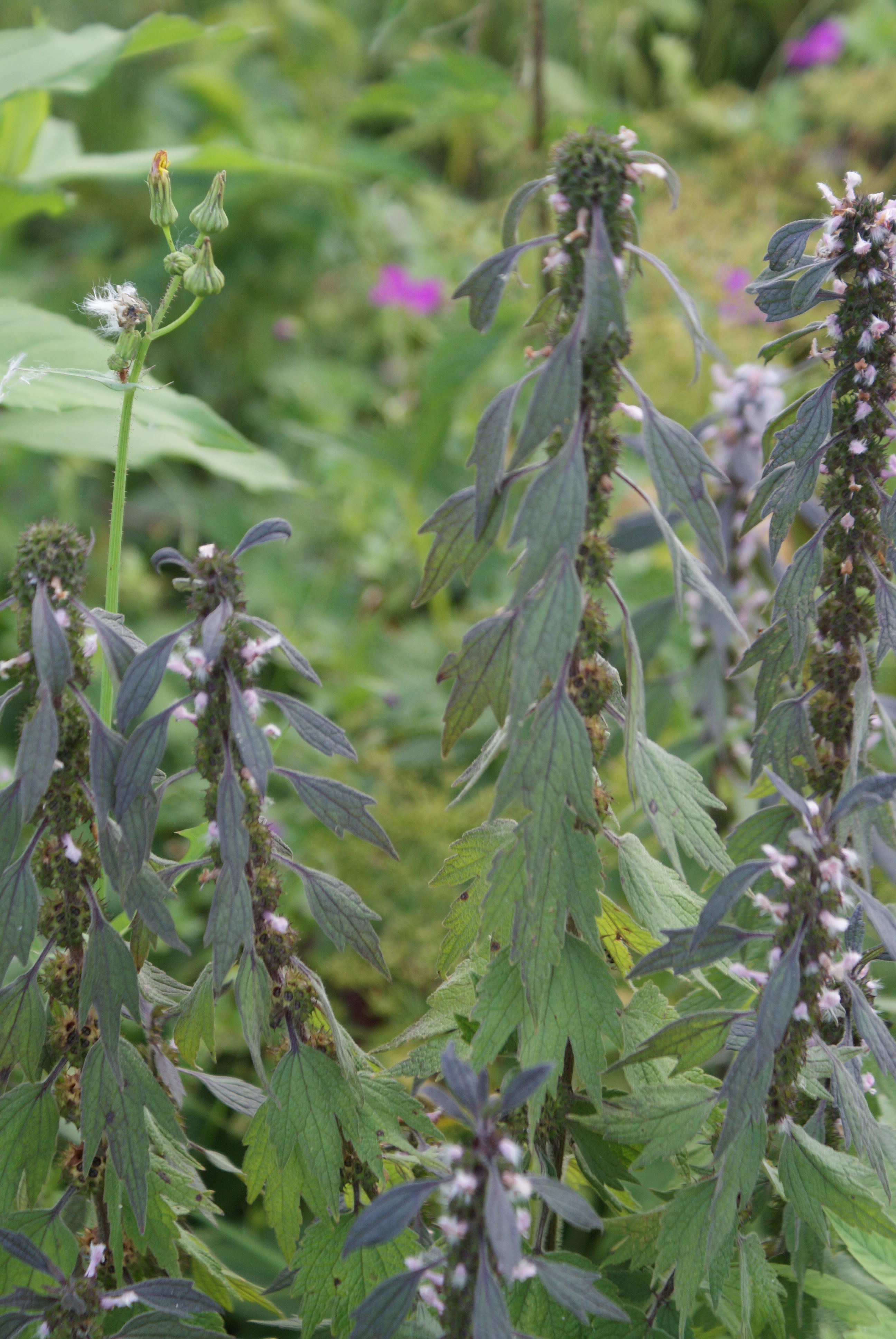

## Loài
Chi Leonurus gồm các loài: